# Samuele Ricci
Samuele Ricci (ur. 21 sierpnia 2001 w Pontederze) – włoski piłkarz, występujący na pozycji pomocnika klubie Milan oraz w reprezentacji Włoch.